# Pošova Mlynná
Pošova Mlynná – dolina w Niżnych Tatrach na Słowacji będąca orograficznie lewym odgałęzieniem Mlynnej doliny.
Pošova Mlynná odgałęzia się od głównego ciągu Mlynnej doliny na wysokości około 1250 m n.p.m. i biegnie w kierunku północno-wschodnim, górą podchodząc pod główny grzbiet Niżnych Tatr na odcinku od bezimiennego zwornika (ok. 1775 m) po południowo-wschodniej stronie Schroniska Štefánika po szczyt Besná (1807 m), od którego odbiega grzbiet Malý Gápeľ. Tworzy on lewe zbocza doliny. Prawe zbocza tworzy niska grzęda, odbiegająca od wspomnianego zwornika po południowo- wschodniej stronie Schroniska Štefánika. Grzęda ta oddziela Pošovą Mlynną od drugiego odgałęzienia Mlynnej doliny – Zelenskej Mlynnej.
Pod względem geologicznym Pošova Mlynná zbudowana jest z paleozoicznych skał krystalicznych - głównie gnejsów i migmatytów. Dnem doliny spływa lewe odgałęzienie potoku Mlynná. Dolną jej część porasta las, górna część jest bezleśna. Są to wytworzone przez ludzi hale pasterskie i niewielkie płaty kosodrzewiny. Po zaprzestaniu wypasu hale zaczynają stopniowo zarastać lasem i kosodrzewiną.